# Henry Grace à Dieu

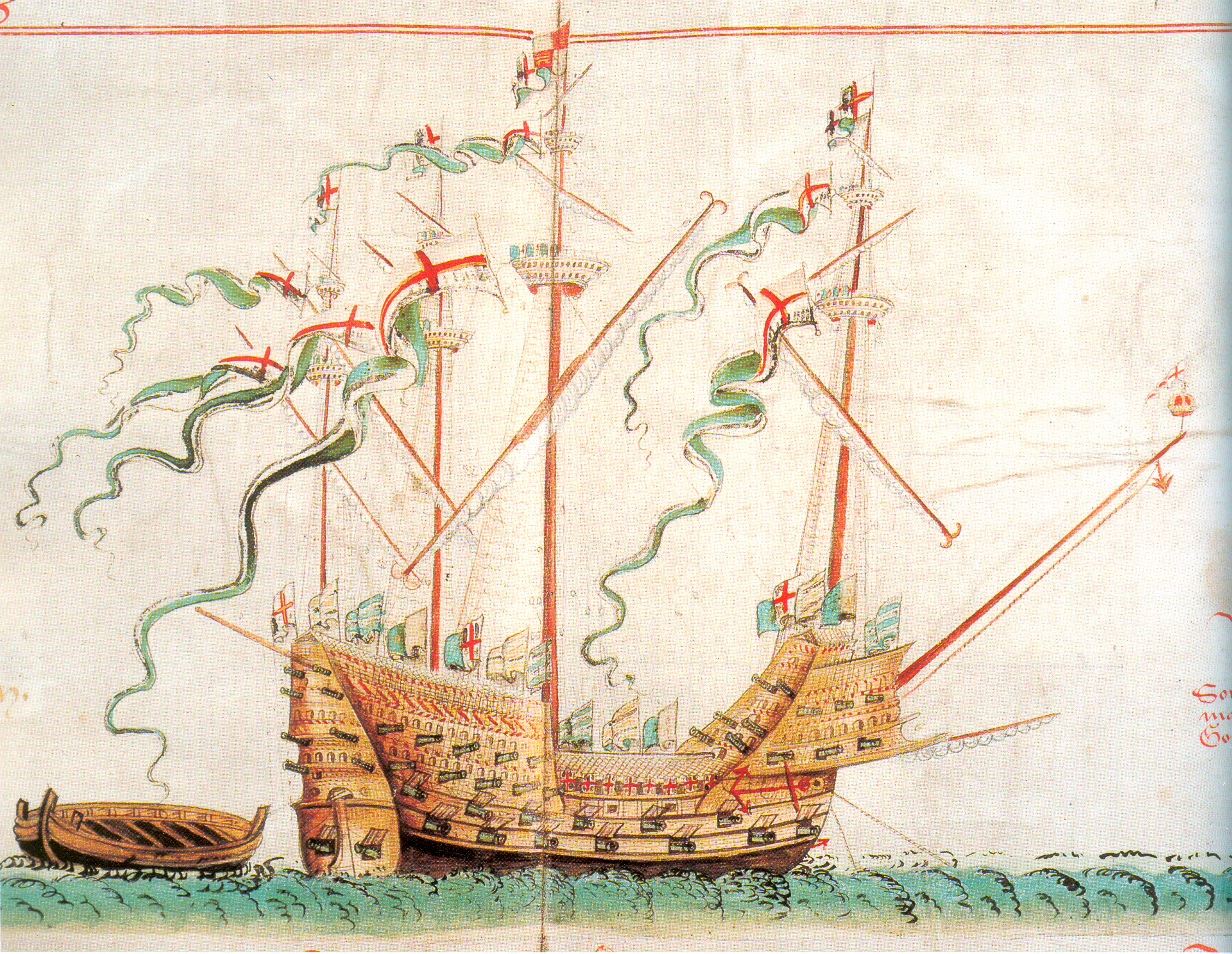
Ilustrace Henry Grace à Dieu v Anthony Roll

Henry Grace à Dieu (česky Jindřich z Boží milosti), známá též jako Great Harry (Velký Harry), byla čtyřstěžnová karaka, která byla postavena za vlády Jindřicha VIII. roku 1514. Loď měla čtyři paluby na přídi a dvě na zádi, výtlak 1 000 - 1 500 tun, měřila kolem 50 m a pojala až 1 000 členů posádky.

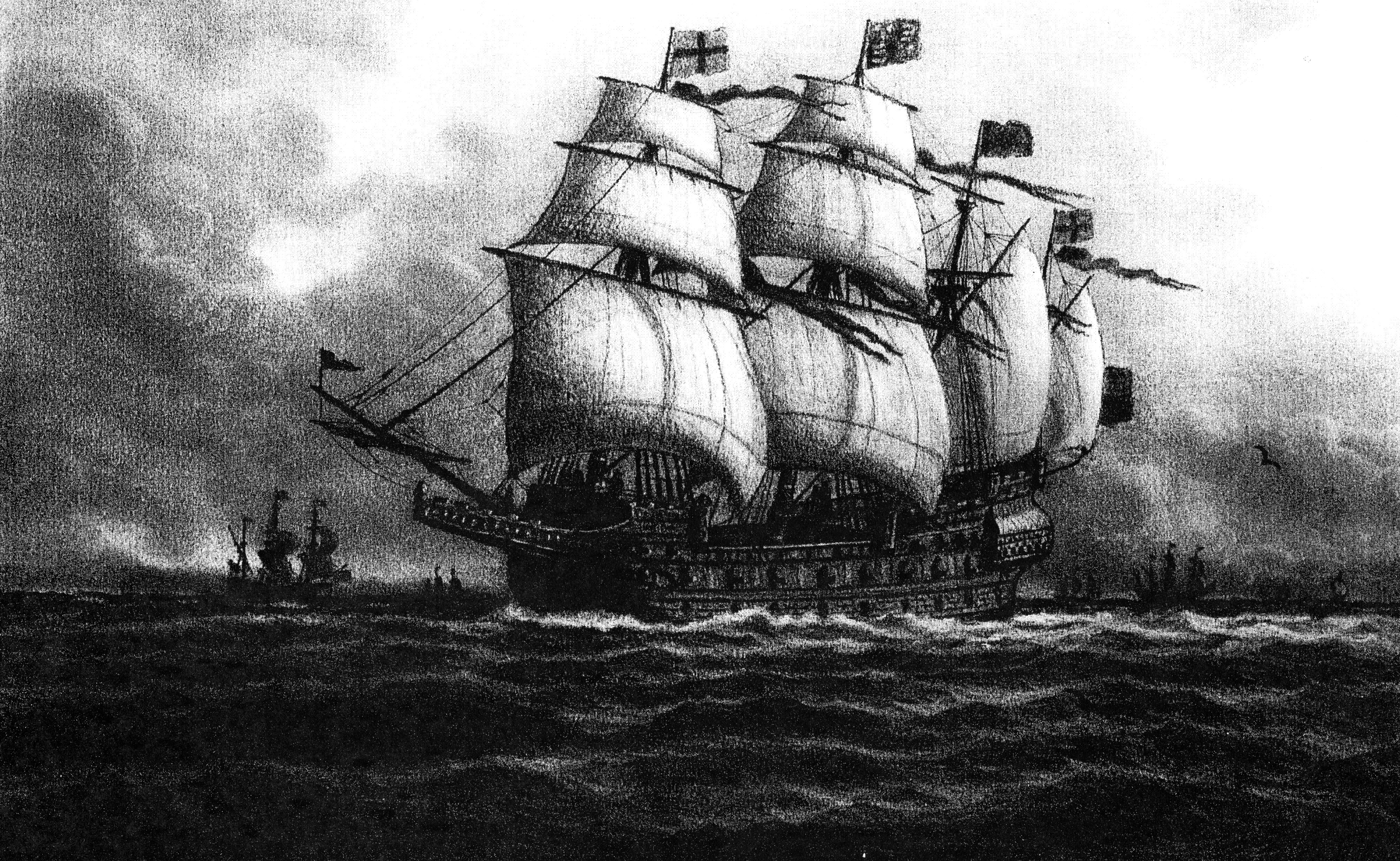
L. Arenhold (1891): Anglická válečná loď Great Henry, kolem 1555

Postavena byla ve Woolwichském doku mezi roky 1512 a 1514 jako přímá odpověď na novou skotskou válečnou loď Great Michael. Byla jednou z prvních lodí vybavených dělovými střílnami, v nichž měla 20 kanónů umožňujících boční palbu. Na palubě nesla dohromady 43 těžkých a 141 lehkých děl. Stala se první anglickou lodí s dvěma dělovými palubami (tzv. dvojpalubník) a v době, kdy byla spuštěna na vodu, byla také největší a nejsilnější válečnou lodí v celé Evropě.
V té době ještě nebylo dostatek zkušeností se stavbou takovýchto lodí, a proto se Henry Grace à Dieu potýkala s řadou potíží. Zvláště pak trpěla svojí velkou výškou, která způsobovala těžké ovládání a nestabilitu na širém moři. Byla dvakrát přestavěna, ale ani tak se nepodařilo odstranit všechny nedostatky. I přes to však byla mezníkem ve stavbě plachetnic.